# Langar Hall
Langar Hall est une maison classée Grade II du Nottinghamshire.
Transformée en hôtel, elle se situe à côté de l'église de Langar.

## Histoire
Le château en pierre normand d'origine est remplacé par un manoir en pierre de trois étages par John Grobham Howe.
Au cours de la deuxième décennie du XIXe siècle, la maison brûle et est remplacée par l'actuelle, plus petite et de conception géorgienne simple.[réf. nécessaire]
Le manoir est transformé en hôtel par la fille de Geoffrey Huskinson, Imogen Skirving (1937-2016),, qui hérite de son père en 1968.

### Propriétaires
Les Howe sont en possession de Langar Hall et de ses domaines en 1677 par le mariage de John Grobham Howe avec Annabella, l'une des filles d'Emanuel Scrope, 1er comte de Sunderland et de Martha Jones. John Howe meurt à l'âge d'environ 54 ans et est enterré à Langar.
Scrope Howe succède à son père et est député de Nottingham de 1673 à 1698, valet de la chambre à coucher de Guillaume III et arpenteur général des routes. Il est créé baron Glenawley et vicomte Howe de Langar en 1701. Il meurt en 1712 et est enterré dans l'église de Langar.
Emanuel Howe, 2e vicomte Howe épouse Mary Sophia Charlotte von Kielmansegg, la maîtresse de George Ier et fille de Johann Adolf von Kielmansegg et Sophia von Kielmansegg, comtesse de Darlington, fille illégitime d'Ernest Augustus, électeur de Brunswick-Lüneburg, et sa maîtresse Clara Elisabeth von Platen.
George Howe, 3e vicomte Howe sert comme brigadier dans la guerre américaine et est tué à la bataille de Carillon en 1758. Richard Howe (1726-1799) accède alors à la vicomté. Il sert comme aspirant à l'âge de 14 ans et à 20 ans, il reçoit le commandement d'un sloop. Il se marie en 1738 lorsqu'il rentre chez lui pour prendre possession de ses terres. En 1770, il se rend en Méditerranée avec le grade de contre-amiral. Après la levée du siège de Gibraltar, il est nommé Premier Lord de l'Amirauté et élevé au rang de comte. Il reçoit également l'Ordre de la Jarretière en 1797. Il meurt en 1799 et est enterré dans le caveau familial à Langar.
Le lien des Howe avec Langar prend fin en 1818 lorsque la maison est vendue à John Wright, un banquier de Nottingham et copropriétaire de la Butterley Company à Ripley, Derbyshire. En 1830, John Wright cède sa participation dans la Butterley Company à son fils de 24 ans, Francis Wright.[réf. nécessaire]
La maison est ensuite louée jusqu'à ce qu'elle soit achetée par Annie Bayley, épouse de Thomas Bayley, député de Chesterfield. Elle passe ensuite au révérend Bayley, puis M. et Mme. Huskinson, une autre branche de la famille Bayley. En 1937, la maison et le parc sont la propriété de Geoffrey Huskinson.